# Dysodia pyrsocoma
Dysodia pyrsocoma är en fjärilsart som beskrevs av Dyar 1913. Dysodia pyrsocoma ingår i släktet Dysodia och familjen Thyrididae. Inga underarter finns listade i Catalogue of Life.